# 2009년 전국장애인체육대회
제29회 전국장애인체육대회는 2009년 9월 21일부터 9월 25일까지 대한민국 전라남도에서 열렸다.

## 개요
- 대회명칭 : 제29회 전국장애인체육대회
- 개최기간 : 2009년 9월 21일 ~ 2009년 9월 25일
- 개최지 : 전라남도
- 구호 : 다함께, 굳세게, 끝까지
- 참가인원 : 6,350 (선수 4,692명 / 임원 1,658명)
- 종별 : 절단 및 기타장애, 시각장애, 지적장애, 청각장애, 뇌성마비
- 마스코트 : 남도와 남이

## 종목

### 정식종목
| - 양궁 - 육상 - 배드민턴 - 보치아 - 사이클 - 휠체어펜싱 - 골볼 - 론볼 - 역도 - 유도 - 사격 - 축구 - 수영 | - 탁구 - 배구 - 농구 - 휠체어테니스 - 휠체어럭비 - 볼링 - 조정 - 댄스스포츠 - 파크골프 - 요트 |

## 경기장
| 종목         | 소재지           | 경기장                        | 종별                                | 세부종목  | 비고       |
| ------------ | ---------------- | ----------------------------- | ----------------------------------- | --------- | ---------- |
| 골볼         | 여수시           | 문수중학교 체육관             | 시각장애                            |           |            |
| 농구         | 여수시           | 흥국체육관                    | 휠체어                              |           |            |
| 농구         | 여수시           | 쌍봉초등학교 체육관           | 지적장애                            |           |            |
| 댄스스포츠   | 순천시           | 순천대학교 체육관             | 지체장애/청각장애                   |           |            |
| 론볼         | 나주시           | 나주론볼경기장                | 지체장애/뇌성마비                   |           |            |
| 휠체어럭비   | 순천시           | 청암대학교 체육관             | 지체장애                            |           |            |
| 배구         | 광양시           | 광양실내체육관                | 지체장애                            |           |            |
| 배드민턴     | 여수시           | 진남체육관                    | 지체장애/지적장애/청각장애/뇌성마비 |           |            |
| 보치아       | 여수시           | 전남대학교 체육관             | 지체장애/뇌성마비                   |           | 둔덕캠퍼스 |
| 볼링         | 목포시           | 국제볼링장                    | 전종별                              |           |            |
| 볼링         | 목포시           | 시네마볼링장                  | 휠체어                              |           |            |
| 사격         | 나주시           | 나주종합사격장                | 지체장애                            |           |            |
| 사이클       | 나주시           | 나주벨로드롬경기장            | 전종별                              | 트랙      |            |
| 수영         | 목포시           | 목포실내수영장                | 전종별                              |           |            |
| 양궁         | 순천시           | 팔마종합운동장                | 지체장애                            |           |            |
| 역도         | 목포시           | 목포실내체육관                | 전종별                              |           |            |
| 요트         | 보령시(충청남도) | 보령요트경기장                | 지체장애                            |           |            |
| 유도         | 순천시           | 순천북초등학교 체육관         | 시각장애/청각장애                   |           |            |
| 육상         | 여수시           | 여수망마경기장                | 전종별                              | 트랙/필드 |            |
| 조정         | 목포시           | 영산강카누경기장              | 지체장애/시각장애/지적장애/뇌성마비 |           |            |
| 축구         | 광양시           | 마동근린체육공원 풋살장       | 시각장애                            |           |            |
| 축구         | 광양시           | 마동근린체육공원 축구장       | 지적장애                            |           |            |
| 축구         | 광양시           | 광양공설운동장 축구전용경기장 | 청각장애                            |           |            |
| 축구         | 광양시           | 광양공설운동장                | 뇌성마비                            |           |            |
| 탁구         | 순천시           | 팔마체육관                    | 지체장애/청각장애                   |           |            |
| 휠체어테니스 | 순천시           | 팔마테니스장                  | 지체장애                            |           |            |
| 휠체어펜싱   | 여수시           | 돌산체육관                    | 지체장애                            |           |            |
| 파크골프     | 목포시           | 부주산 파크골프장             | 지체장애/지적장애                   |           |            |

## 최우수 선수상
최우수 선수상은 전국장애인체육대회 취재 기자단의 투표로 결정된다.
- 최우수 선수상(MVP) : 고희숙 (서울특별시/양궁) - 리커브 30m, 50m, 60m, 70m, 개인전, 개인종합 금메달 (대회 6관왕)